# Clethra confertifolia
Clethra confertifolia är en tvåhjärtbladig växtart som beskrevs av Adolf Ernst. Clethra confertifolia ingår i släktet Clethra och familjen Clethraceae. Inga underarter finns listade i Catalogue of Life.